# SV Austria Salzburg
Sportverein Austria Salzburg er en østrigsk fodboldklub fra byen Salzburg.

## Historie
Klubben blev stiftet i 2005 af "Violett-Weiß" (Violet-Hvid), som bestod af fans fra det tidligere SV Austria Salzburg, som blev stiftet i 1933 og købt af Red Bull-selskabet i 2005.
Red Bull ændrede stadionnavn, klubfarver og logo på klubben, sådan at det stemte overens med Red Bulls navn, logo og farver. De forsøgte at slette det gamle SV Austria Salzburgs historie og identitet, og de ville starte en ny klub op. De såkaldte Violet-Hvide ønskede at bevare klubbens 72 år gamle traditioner, imodsætning til Red Bull, som hævdede, at de havde oprettet en helt ny klub. Den 7. oktober 2005 registrerede de Violet-Hvide deres gamle klubs originale navn "SV Austria Salzburg" og det gamle klubemblem. De Violet-Hvide dannede dermed en helt ny klub, men med den gamle klubs farver og logo. De trådte ind i 2. Klasse Nord, som er den syvende bedste række i østrigsk fodbold i 2006-07-sæsonen.

### Klubbens bedrifter
- 1. Landesliga: Vinder 2010
- 2. Landesliga: Vinder 2009
- 1. Klasse Nord: Vinder 2008
- 2. Klasse Nord A: Vinder 2007